# Percepció de la profunditat

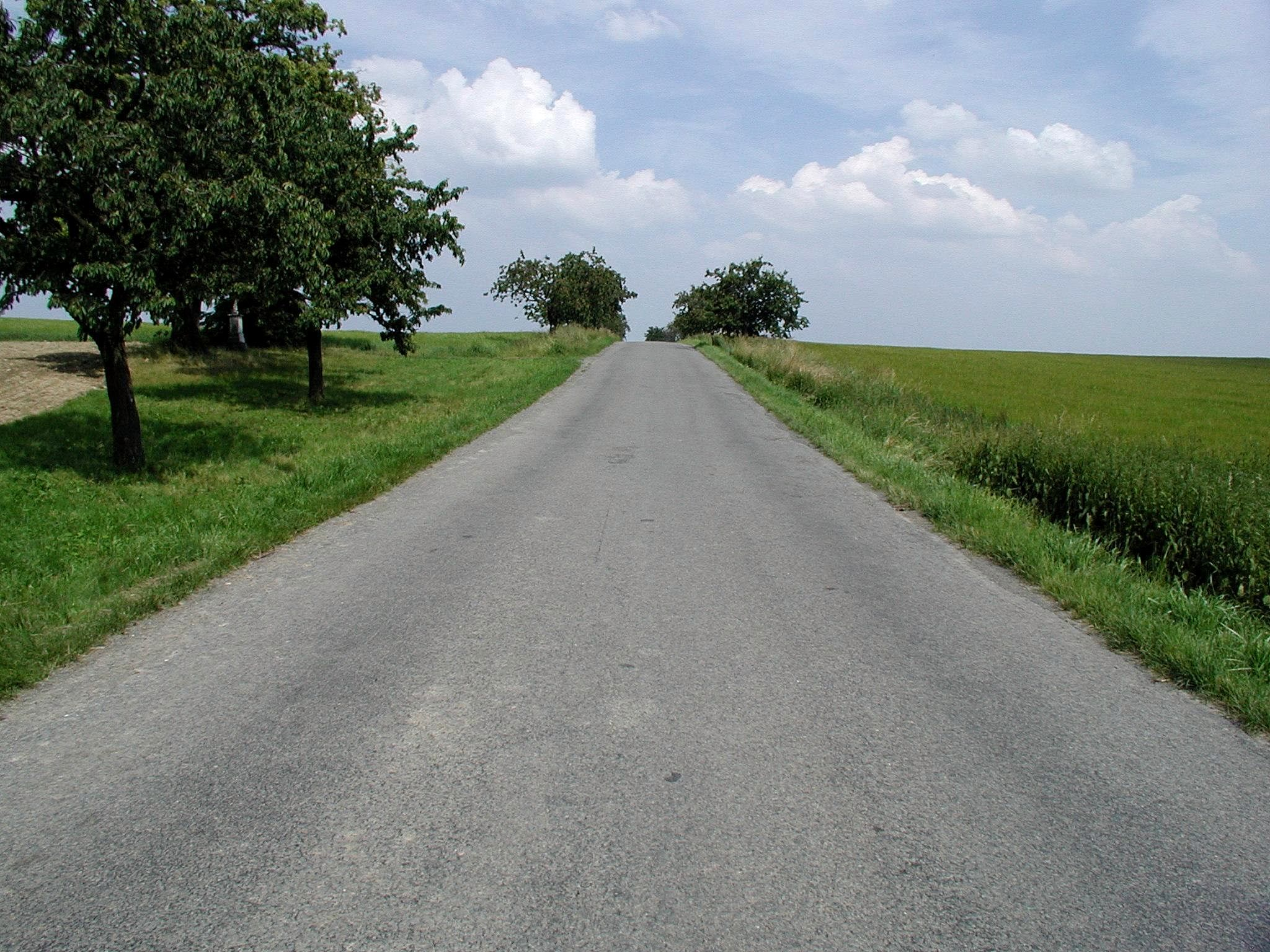
La perspectiva, la mida relativa i els gradients d'oclusió i textura contribueixen a l'aparença tridimensional d'aquesta fotografia.

La percepció de la profunditat  és l'habilitat visual de percebre el món en tres dimensions. És un tret comú de molts animals superiors. La percepció de la profunditat permet a qui la té mesurar amb precisió la distància fins a un objecte.
En terminologia moderna, la «visió estereoscòpica» és la percepció de la profunditat d'una visió binocular a través de l'explotació de la paral·laxi. La percepció de la profunditat es basa en realitat sobretot en la visió binocular, però també fa servir molts recursos monoculars per formar la percepció integrada final. Hi ha recursos monoculars que serien significatius per a una persona d'un sol ull, i altres recursos inferits de forma més complexa, que requereixen dos ulls per percebre al mateix temps, mentre que els recursos monoculars són destacats. Aquest tercer grup es basa principalment en el processament dins del cervell de la persona, en veure un camp total de vista amb ambdós ulls.

## Profunditat de camp
L'aparell visual percep la distància a través de quatre mitjans principals. Aquest fenomen es coneix com a percepció de la profunditat de camp. Aquests mitjans són:
- la mida de la imatge d'objectes coneguts sobre la retina.
- el fenomen de la paral·laxi en moviment.
- el fenomen de l'estereoscòpia.
- el color i la distància

### Segons la mida de la imatge retinal d'objectes coneguts.
Si se sap que una persona que s'està mirant té una alçada d'1,90 metres, es pot determinar la seva distància simplement per la grandària de la seva imatge a la retina. No es pensa conscientment en la grandària, sinó que el cervell ha après a calcular automàticament la distància dels objectes a partir de la mida de la seva imatge quan es coneixen les seves dimensions. No es tracta que el cervell «pensi en nombres» sinó que la consciència té aquestes sensacions de distància i espai gràcies als processos inconscients cerebrals.

### Segons la paral·laxi en moviment
Un altre mitjà important pel qual els ulls determinen la distància és la paral·laxi en moviment. Si una persona mira a la llunyania sense moure el cap, no percep cap paral·laxi en moviment, però quan mou el cap d'un costat a un altre, les imatges dels objectes propers es mouen ràpidament per la retina, mentre que les imatges d'objectes distants romanen pràcticament immòbils. Per exemple, en moure el cap 2,5 centímetres amb l'objecte a només 2,5 cm de l'ull, la imatge creuarà pràcticament tota la retina, mentre que la imatge d'un objecte a 60 metres de l'ull no es mourà sensiblement. Així doncs, mitjançant aquest mecanisme de la paral·laxi en moviment, es poden avaluar les distàncies relatives de diferents objectes fins i tot emprant un sol ull.

### Estereoscòpia: Visió binocular
Un altre mètode mitjançant el qual es percep el paral·laxi és la visió binocular. Com que un ull es troba a una mica més de 5 cm. l'altre, les imatges sobre les dues retines són diferents entre si, és a dir, un objecte que es troba a 2,5 cm del pont del nas forma una imatge de la porció temporal de la retina de cada ull, mentre que un objecte petit a 6 metres del nas forma la seva imatge sobre punts estretament corresponents en el centre de cada retina. Dit d'una altra manera, el dit davant dels ulls, just davant, es veu pràcticament doble i es projecta sobre parts diferents de la retina de cada ull. En canvi, aquest mateix dit situat a 80 metres, per exemple, dels ulls d'un observador, es projecta sobre regions molt properes, gairebé les mateixes, de la retina de cada ull, servint de poc la paral·laxi per a una distància tan gran.